# Подволошная (микрорайон)
Подволо́шная — микрорайон города Первоуральска. Носит название деревни, вошедшей в черту города 20 июня 1933 года.

## География
Подволошная расположена в западной части Первоуральска, на окраине города, на левом берегу реки Чусовой в месте впадения в неё речки Четаевской Шайтанки.

## История
Деревня Подволошная основана в 1721 году в качестве приюта для проезжающих на середине нового пути от Уктуса до Уткинской пристани. Для этого тогда из Чусовской слободы отправили несколько семейств из рода Колобовых и Четаевых. 
20 июня 1933 года деревня Подволошная была присоединена к городу Первоуральску.